# Jeffersonville (Indiana)
Jeffersonville – miasto (city), ośrodek administracyjny hrabstwa Clark, w południowej części stanu Indiana, w Stanach Zjednoczonych, położone nad rzeką Ohio, naprzeciw miasta Louisville (stan Kentucky).

## Demografia
W 2013 roku miasto liczyło 45 929 mieszkańców. W 2023 roku liczba mieszkańców wzrosła do 51 235 osób, a gęstość zaludnienia przekroczyła 520 osób/km².

## Historia
Miasto rozplanowane zostało w 1802 roku, według projektu prezydenta Thomasa Jeffersona (na którego cześć nosi nazwę), w miejscu dawnego fortu Steuben. Formalne założenie miejscowości nastąpiło w 1815 roku, w 1830 roku otrzymała ona status miasta. W XIX wieku miasto było ważnym ośrodkiem budowy parowców.

## Gospodarka
Miasto jest portem rzecznym. Istotną rolę w gospodarce odgrywa przemysł, w tym stoczniowy.